# برنی
برنی (به فرانسوی: Breny) یک کمون در فرانسه است که در ان (ا-دو-فرانس) واقع شده‌است. برنی ۴٫۵۲ کیلومتر مربع مساحت دارد ۸۷ متر بالاتر از سطح دریا واقع شده‌است.